# Чечель Микола Йосипович
Мико́ла Йо́сипович Че́чель (нар. 6 серпня 1946, село Очитків, Вінницька область) — український політик. Колишній народний депутат України.

## Освіта
Київський інститут народного господарства (1973). Академія народного господарства при Ради Міністрів СРСР (1992). Кандидат економічних наук.

## Трудова діяльність
- З 1966 — електромонтер Вінницького радіо-лампового заводу. Економіст Київського заводу «Ленінська кузня». Заступник генерального директора з економічних питань Київського ВО «Медапаратура». Інспектор Комітету народного контролю УРСР.
- З 1984 — начальник головного планово-фінансового управління Міністерства культури України.
- З 1992 — заступник голови департаменту з гуманітарних питань — начальник управління з економіки, соціальної та інвестиційної роботи Київської міськдержадміністрації. Завідувач відділу Рахункової палати Верховної Ради України. Головний консультант-інспектор Управління організаторської роботи та кадрової політики Адміністрації Президента України. Заступник директора з загальних питань Інституту економічного прогнозування НАН України.
- 1996 — 1998 — професор кафедри ринкових відносин та менеджменту Київського інституту підготовки спеціалістів статистики та ринку Міністерства статистики України.
- З червня 1993 — голова Фонду гуманітарних програм міста Києва. Генеральний директор Української республіканської науково-виробничої асоціації «Укркультбудреставрація».

Народний депутат України 4-го скликання з 1 квітня 2003 до 25 травня 2006 від блоку Віктора Ющенка «Наша Україна», № 72 в списку. На час виборів: генеральний директор ТОВ «Олчен», безпартійний. Член фракції «Наша Україна» (з квітня 2003). Член Комітету з питань аграрної політики та земельних відносин (вересень 2003 — червень 2004), член Комітету з питань Регламенту, депутатської етики та організації роботи Верховної Ради України (з червня 2004).
Березень 2006 — кандидат в народні депутати України від Блоку «Наша Україна», № 134 в списку. На час виборів: народний депутат України, член НСНУ.
1999 — 2005 — голова Партії соціального захисту. Був членом Ради НС «Наша Україна» (з березня 2005).
Академік АЕНУ.

## Родина
Народився у селянській сім'ї. Українець. Одружений. Син Олег (1976) — економіст-міжнародник.

## Нагороди
Заслужений економіст України (червень 2006). 